# Златне награде УЛУС-а
Златне награде УЛУС-а су награде које Удружење ликовних уметника Србије додељује у оквиру својих изложбених активности. Ове награде установљене су одлуком Пленума Удружења од 16. јула 1960. године и оне се, по оцени Уметничког савета УЛУС-а, додељују за најбоље сликарско, вајарско и графичко остварење, изложено на  јесењим изложбама Удружења. У зависности од категорије додељују се четири награде:
- Златна палета за сликарство
- Златно длето за вајарство
- Златна игла за графику
- Награда за проширени медиј

Награде су се додељивале на јесењим изложбама УЛУС-а све до 1974. године, од када се додељују на пролећним изложбама. Награда за проширени медиј се додељује од 1999. године.

## Жири
Жири за избор награда су чинили:

### 1960.
- Недељко Гвозденовић
- Олга Јеврић
- Михаило С. Петров

### 1961.
- Олга Јеврић
- Милица Стевановић
- Божидар Џмерковић

### 1962.
- Матија Вуковић
- Марко Крсмановић
- Божидар Продановић

### 1963.
- Лазар Вујаклија
- Матија Вуковић
- Вида Јовић
- Милун Митровић
- Бранислав Протић
- Бранко Станковић
- Иван Табаковић
- Божидар Џмерковић

### 1964.
- Матија Вуковић
- Милун Митровић
- Божидар Џмерковић

### 1965.
- Стеван Боднаров
- Милан Верговић
- Анте Гржетић
- Мома Марковић
- Бранко Миљуш
- Раденко Мишевић
- Миодраг Рогић
- Божидар Џмерковић

### 1966.
- Анте Абрамовић
- Коста Богдановић
- Стеван Боднаров
- Чедомир Крстић
- Слободан Михаиловић
- Халил Тиквеша
- Војислав Тодорић

## Награђени излагачи 1960-2021

### Златна палета
1. Славољуб Слава Богојевић награђен је на изложби 1960. године
2. Мома Марковић награђен је на изложби 1961. године
3. Иван Радовић награђен је на изложби 1962. године
4. Милан Кечић награђен је на изложби 1963. године
5. Слободан Сотиров награђен је на изложби 1964. године
6. Војислав Тодоровић награђен је на изложби 1965. године
7. Љубица Сокић награђена је на изложби 1966. године
8. Награда није додељена 1967. године
9. Слободан Петровић награђен је на изложби 1968. године
10. Миодраг Мића Поповић награђен је на изложби 1969. године
11. Божидар Продановић награђен је на изложби 1970. године
12. Награда није додељена 1971. године
13. Милан Цмелић награђен је на изложби 1972. године
14. Момчило Антоновић награђен је на изложби 1972. године
15. Даница Антић награђена је на изложби 1973. године
16. Љубодраг Јанковић награђен је на изложби 1974. године
17. Милан Циле Маринковић награђен је на изложби 1975. године
18. Миливоје Стојиљковић награђен је на изложби 1976. године
19. Јован Ракиџић награђен је на изложби 1977. године
20. Предраг Пеђа Милосављевић је награђен на изложби 1978. године
21. Милан Сташевић је награђен на изложби 1979. године
22. Милутин Драгојловић награђен је на изложби 1980. године
23. Драган Добрић награђен је на изложби 1981. године
24. Велизар Крстић награђен је на изложби 1982. године
25. Оливера Грбић нарађена је на изложби 1983. године
26. Даница Ракиџић Баста награђена је на изложби 1984. године
27. Александар Цветковић награђен је на изложби 1985. године
28. Бранимир Минић награђен је на изложби 1986. године
29. Едвина Романовић награђена је на изложби 1987. године
30. Милица Којчић награђена је на изложби 1988. године
31. Кемал Рамујкић награђен је на изложби 1989. године
32. Момчило Митић награђен је на изложби 1990. године
33. Шемса Гавранкапетановић награђена је на изложби 1991. године
34. Милан Блануша награђен је на изложби 1992. године
35. Милутин Копања награђен је на изложби 1993. године
36. Драган Кићовић награђен је на изложби 1994. године
37. Рада Селаковић награђена је на изложби 1995. године
38. Миленко Дивјак награђен је на изложби 1996. године
39. Мирко Тримчевић награђен је на изложби 1997. године
40. Драгана Кнежевић награђена је на изложби 1998. године
41. Анђелка Бојовић награђена је на изложби 1999. године
42. Наташа Дробњак награђена је на изложби 2000. године
43. Никола Божовић награђен је на изложби 2001. године
44. Весна Кнежевић награђена је на изложби 2002. године
45. Тијана Фишић награђена је на изложби 2003. године
46. Срђан Радојковић награђен је на изложби 2004. године
47. Јелена Минић награђена је на изложби 2005 године
48. Небојша Стојковић награђен је на изложби 2006. године
49. Јосипа Пепа Пашћан и Перица Донков награђени су на изложби 2007. године
50. Елизабета Маторкић награђена је на изложби 2008. године
51. Милан Ненезић награђен је на изложби 2009. године
52. Срђан Ђиле Марковић награђен је на изложби 2010. године
53. Милица Салашки награђена је на изложби 2011. године
54. Ружица Беба Павловић и Мирољуб Филиповић Филимир награђени су на изложби 2012. године
55. Селма Ђулизаревић Карановић награђена је на изложби 2013. године
56. Станка Тодоровић награђена је на изложби 2014. године
57. Марина Поповић награђена је на изложби 2015. године
58. Петар Мошић награђен је на изложби 2016. године
59. Ана Ђаповић награђена је на изложби 2017. године
60. Станко Зечевић награђен је на изложби 2018. године
61. Ервин Ћатовић награђен је на изложби 2019. године
62. Никола Џафо награђен је у 2020. години

### Златно длето
1. Живојин Стефановић награђен је на изложби 1960. године
2. Вида Јоцић награђена је на изложби 1961. године
3. Никола Јанковић награђен је на изложби 1962. године
4. Милан Верговић награђен је на изложби 1963. године
5. Антон Краљић награђен је на изложби 1964. године
6. Радмила Граовац награђена је на изложби 1965. године
7. Коља Милуновић награђен је на изложби 1966. године
8. Мира Марковић Сандић награђена је на изложби 1967. године
9. Вида Јоцић награђена је на изложби 1968. године
10. Милорад Ступовски награђен је на изложби 1969. године
11. Славољуб Станковић награђен је на изложби 1970. године
12. Награда није додељена 1971. године
13. Нандор Глид награђен је на изложби 1972. године
14. Јулијана Киш награђена је на изложби 1973. године
15. Ото Лого награђен је на изложби 1974. године
16. Милија Глишић награђен је на изложби 1975. године
17. Анте Мариновић награђен је на изложби 1976. године
18. Борислава Недељковић Продановић награђена је на изложби 1977. године
19. Милија Нешић је награђен на изложби 1978. године
20. Момчило Крковић је награђен на изложби 1979. године
21. Венија Вучинић Турински награђена је на изложби 1980. године
22. Славољуб Цаја Радојчић награђен је на изложби 1981. године
23. Игор Драгичевић награђен је на изложби 1982. године
24. Томислав Тодоровић нарађен је на изложби 1983. године
25. Никола Антов награђена је на изложби 1984. године
26. Миодраг Миша Поповић награђен је на изложби 1985. године
27. Златко Гламочак награђен је на изложби 1986. године
28. Никола Вукосављевић награђен је изложби 1987. године
29. Сава Халугин награђен је на изложби 1988. године
30. Душан Марковић награђен је на изложби 1989. године
31. Награда није додељена 1990. године
32. Власта Филиповић награђен је на изложби 1991. године
33. Василије Живковић награђен је на изложби 1992. године
34. Сава Халугин награђен је на изложби 1993. године
35. Габријел Глид награђен је на изложби 1994. године
36. Радомир Бранисављевић награђен је на изожби 1995. године
37. Награда није додељена 1996. године
38. Борислав Шупут награђен је на изложби 1997. године
39. Жељка Момиров награђена је на изложби 1998. године
40. Сретен Милатовић награђен је на изложби 1999. године
41. Владан Мартиновић награђен је на изложби 2000. године
42. Награда није додељена 2001. године
43. Рајко Попивода награђен је на изложби 2002. године
44. Срђан Арсић награђен је на изложби 2003. године
45. Марина Васиљевић Кујунџић награђена је на изложби 2004. године
46. Ђорђе Арнаут награђен је на изложби 2005. године
47. Зоран Кричка награђен је на изложби 2006. године
48. Олга Јеврић и Тамара Ракић награђене су на изложби 2007. године
49. Владислав Крстић награђен је на изложби 2008. године
50. Бошко Атанацковић награђен је на изложби 2009. године
51. Миа Николић награђена је на изложби 2010. године
52. Милорад Мићко Панић награђен је на изложби 2011. године
53. Светозар Мирков награђен је на изложби 2012. године
54. Иван Грачнер награђен је на изложби 2013. године
55. Тамара Цветић награђена је на изложби 2014. године
56. Награда није додељена 2015. године
57. Сара Николић награђена је на изложби 2016. године
58. Милорад Тепавац награђен је на изложби 2017. године
59. Награда није додељена 2018. године
60. Вукашин Миловић награђен је на изложби 2019. године
61. Ивана Милев награђена је у 2020. години

### Златна игла
1. Награда није додељена 1960. године
2. Ото Лого награђен је на изложби 1961. године
3. Миодраг Нагорни награђен је на изложби 1962. године
4. Богдан Кршић награђен је на изложби 1963. године
5. Миливој Грујић Елим награђен је на изложби 1964. године
6. Слободан Михаиловић награђен је на изложби 1965. године
7. Емир Драгуљ награђен је на изложби 1966. године
8. Кемал Ширбеговић награђен је на изложби 1967. године
9. Божидар Џмерковић награђен је на изложби 1968. године
10. Златана Чок награђена је на изложби 1969. године
11. Бошко Карановић награђен је на изложби 1970. године
12. Награда није додељена 1971. године
13. Милорад Доца Јанковић награђен је на изложби 1972. године
14. Марио Ђиковић награђен је на изложби 1973. године
15. Халил Тиквеша награђен је на изложби 1974. године
16. Марко Крсмановић награђен је на изложби 1975. године
17. Илија Костов награђен је на изложби 1976. године
18. Живко Ђак награђен је на изложби 1977. године
19. Драгиша Андрић је награђен на изложби 1978. године
20. Бранко Миљуш је награђен на изложби 1979. године
21. Душан Микоњић награђен је на изложби 1980. године
22. Бранимир Карановић награђен је на изложби 1981. године
23. Мирољуб Стаменковић награђен је на изложби 1982. године
24. Милан Сташевић нарађен је на изложби 1983. године
25. Зорица Тасић награђена је на изложби 1984. године
26. Јован Ракиџић награђен је на изложби 1985. године
27. Милица Вучковић награђена је на изложби 1986. године
28. Слободан Михаиловић награђен је на изложби 1987. године
29. Емило Костић награђен је на изложби 1988. године
30. Зоран Тодоровић награђен је на изложби 1989. године
31. Гордана Петровић награђена је на изложби 1990. године
32. Франц Цурк награђен је на изложби 1991. године
33. Слободан Бојовић награђен је на изложби 1992. године
34. Зоран Марјановић награђен је на изложби 1993. године
35. Милица Жарковић награђена је на изложби 1994. године
36. Слободан Кнежевић Аби награђен је на изложби 1995. године
37. Невенка Стојсављевић награђена је на изложби 1996. године
38. Ранк Лучић Јанковић награђена је на изложби 1997. године
39. Душица Кирјаковић награђена је на изложби 1998. године
40. Љиљана Стојановић награђена је на изложби 1999. године
41. Милена Максимовић награђена је на изложби 2000. године
42. Велизар Крстић награђен је на изложби 2001. године
43. Бојан Оташевић награђен је на изложби 2002. године
44. Зоран Бановић награђен је на изложби 2003. године
45. Данијела Фулгоси награђена је на изложби 2004. године
46. Димитрије Пецић награђн је на изложби 2005. године
47. Алан Бећири награђен је на изложби 2006. године
48. Симонида Радоњић и Милица Ракић награђене су на изложби 2007. године
49. Лидија Богдановић награђена је на изложби 2008. године
50. Сандра Мркајић и Жарко Бјелица награђени су на изложби 2009. године
51. Милош Ђорђевић награђен је на изложби 2010. године
52. Јелена Каришик награђена је на изложби 2011. године
53. Биљана Вуковић награђена је на изложби 2012. године
54. Горица Милетић Омчикус награђена је на изложби 2013. године
55. Драгана Станаћев Пуача награђена је на изложби 2014. године
56. Мирјана Томашевић награђена је на изложби 2015. године
57. Јелена Савић награђена је на изложби 2016. године
58. Милица Антонијевић награђена је на изложби 2017. године
59. Бранко Раковић награђен је на изложби 2018. године
60. Лидија Атанасијевић награђен је на изложби 2019. године
61. Ненад Зељић награђен је у 2020. години

### Награда за проширени медиј
1. Виолета Војводић и  Катарина Станковић награђене су на изложби 1999. године
2. Јелена Радовић и  Миодраг Млађовић награђене су на изложби 2000. године
3. Награде нису додељене 2001. и 2002. године
4. Предраг Царановић награђен је на изложби 2003. године
5. Драгана Марковић награђена је на изложби 2004. године
6. Весна Токин награђена је на изложби 2005. године
7. Нина Тодоровић награђена је на изложби 2006. године
8. Нада Алавања и  Драган Срдић награђени су на изложби 2007. године
9. Награда није додељена 2008. године
10. Маријана Маркоска и  Катарина Капларски награђене су на изложби 2009. године
11. Група грађана Слободан Врачар награђени су на изложби 2010. године
12. Ставрос Поптсис награђен је на изложби 2011. године
13. Јулијана Протић награђена је на изложби 2012. године
14. Ненад Гајић награђен је на изложби 2013. године
15. Награда није додељена 2014, 2015. и 2016. године
16. Биљана Велиновић награђена је на изложби 2017. године
17. Награда није додељена 2018. године
18. Радомир Кнежевић награђена је на изложби 2019. године
19. Синиша Илић и Бојан Ђорђев награђени су у 2020. години